# Гней Папірій Карбон (консул 85 року до н. е.)
Гней Папірій Карбон (лат. Gnaeus Papirius Carbo; 135 до н. е. — 82 до н. е.) — політичний, державний та військовий діяч Римської республіки, триразовий консул 85, 84 і 82 років до н. е.

## Життєпис
Походив з плебейського роду Папіріїв. Син Гнея Папірія Карбона, консула 113 року до н. е. 
Був прихильником партії популярів, підтримував Гая Марія у боротьбі із сулланцями. Брав участь у 87 році до н. е. в облозі Риму. У 85 та 84 роках до н. е. обирався консулом разом з лідером маріанців Луцієм Корнелієм Цинною. У 84 році до н. е. в Анконі підготував армію для виступу в Грецію, де консули повинні були напасти на Суллу, але бунт легіонерів та вбивство Цинни зірвали цей план. Папірій змушений був повернутися до Риму.
У 82 році до н. е. втретє обраний консулом, цього разу разом з Гаєм Марієм Молодшим. Після невдалої своєї атаки табору сулланців під Клузієм зазнав поразки маріанців під Стігнеєю, Фіденцією та Плаценцією. У вирішальній битві біля Коллінської брами був розбитий з іншими маріанцями, після чого втік до Африки. Згодом перебрався на о. Коссиру (сучасна Пантелерія). Тут Папірій був схоплений, доставлений в Лілібей і незабаром страчений за наказом Гнея Помпея Великого.